# 科尔特德科尔泰西和奇尼奥内
科尔特德科尔泰西和奇尼奥内（義大利語：Corte de' Cortesi con Cignone），是意大利克雷莫纳省的一个市镇。总面积12平方公里，人口1125人，人口密度93.8人/平方公里（2009年）。国家统计（ISTAT）代码为019032。